# Pantelej Dimitrov
Pantelej Dimitrov detto Lejkata (traslitterazione anglosassone Panteley Dimitrov, in bulgaro Пантелей Димитров "Лейката?; 2 novembre 1940 – 23 giugno 2001) è stato un calciatore bulgaro, di ruolo centrocampista.

## Palmarès

### Club

#### Competizioni nazionali
- Campionato bulgaro: 4

CSKA Sofia: 1958-1959, 1959-1960, 1960-1961, 1961-1962
- Coppa di Bulgaria: 2

CSKA Sofia: 1961, 1965